# 糙茎早熟禾
糙茎早熟禾（学名：Poa scabriculmis）为禾本科早熟禾属下的一个种。